# I Camaleonti presentano il vero underground
I Camaleonti presentano il vero underground è un album raccolta di brani di diversi artisti, curato dai Camaleonti e pubblicato in Italia nel 1970.

## Tracce
1. I Camaleonti – Scale di velluto
2. Janis Joplin – Try
3. The Flock – Tired of Waiting
4. Chicago – Listen
5. Laura Nyro – Gibsom Street
6. Santana – Savour
7. Blood, Sweat & Tears – Smiling Phases
8. The Byrds – Gunga Din
9. Argent – Dance in the Smoke
10. Michael Bloomfield – Don't Think About It Baby
11. Al Kooper – One Room Country Shack
12. Spirit (gruppo musicale) – Give a Life Take a Life